# Winsome Sears

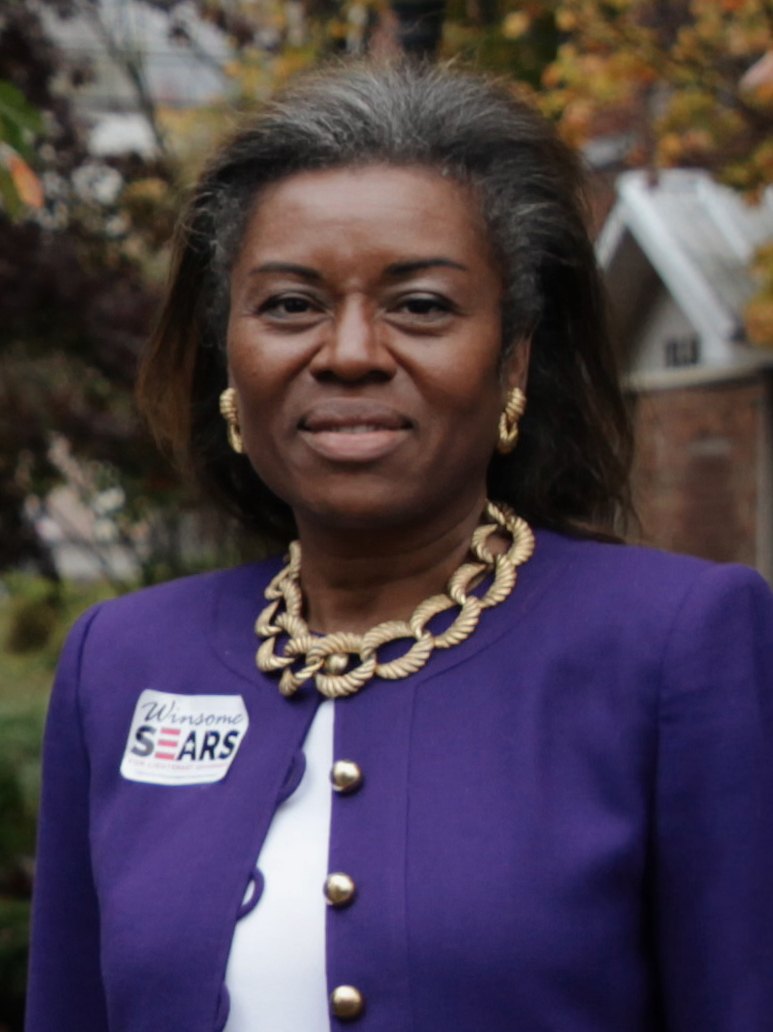
Winsome Sears (2021)

Winsome Earle Sears (* 11. März 1964 in Kingston, Jamaika) ist eine US-amerikanische Politikerin (Republikanische Partei), ehemalige Soldatin und Geschäftsfrau. 2021 wurde sie als erste Frau und erste in einer landesweiten Abstimmung gewählte Person jamaikanischer Abstammung zur Vizegouverneurin des US-Bundesstaates Virginia gewählt. Am 15. Januar 2022 trat sie das Amt der Vizegouverneurin an. Sie gehörte von 2002 bis 2004 dem Abgeordnetenhaus von Virginia an.

## Jugend und Ausbildung
Sears wanderte im Alter von sechs Jahren aus Jamaika in die USA ein. Ihr Vater besaß bei der Ankunft nur einen Dollar und 75 Cent, nahm jede Arbeit an, die er finden konnte, und bildete sich nebenher weiter. Sie wuchs in der Bronx in New York City auf und diente später als Elektrikerin beim United States Marine Corps.
Sears erwarb einen Associate Degree am Tidewater Community College, einen Bachelor of Arts der Old Dominion University in Englisch mit Nebenfach Wirtschaft und einen Master of Arts in Organisationslehre der Regent University in Virginia Beach.

## Beruf und Politik
Bevor Sears in die Politik ging, betrieb sie eine Notschlafstelle.
Im November 2001 gewann sie ein Direktmandat im Abgeordnetenhaus von Virginia gegen den Demokraten Billy Robinson, der das Mandat fast zwanzig Jahre innegehabt hatte. Damit war sie die erste jamaikanische Republikanerin, erste ehemalige Soldatin und erste eingebürgerte Abgeordnete in diesem Parlament. 2004 kandidierte sie gegen den Demokraten Bobby Scott für den Sitz von Virginias dritten Kongressdistrikt im Repräsentantenhaus, erhielt jedoch nur 31 Prozent der Stimmen. Sie war Vizepräsidentin des Virginia Board of Education.
Bei der Wahl zum Senat der Vereinigten Staaten 2018 bewarb sie sich in Virginia als „Write-in“-Alternative zu dem republikanischen Kandidaten Corey Stewart. Jedoch machten weniger als ein Prozent der Wähler von der entsprechenden Möglichkeit Gebrauch, sie durch handschriftlichen Eintrag von Sears Namen auf dem Stimmzettel zu wählen.

### Vizegouverneurin Virginias
Im Mai 2021 setzte sie sich mit 54 zu 46 Prozent gegen den Zweitplatzierten Tim Hugo durch und wurde als Kandidatin der Republikaner für das Amt des Vizegouverneurs Virginias nominiert. Im November gewann sie die Wahl und wurde zur Stellvertreterin des neuen Gouverneurs Glenn Youngkin gewählt. Damit war sie die erste Frau mit dunkler Hautfarbe, die in Virginia in ein bundesstaatliches Amt gewählt wurde.
In ihrer Siegesansprache erklärte sie, bei ihrem Eintritt ins Marine Corps sei sie noch Jamaikanerin gewesen. Doch hätten die USA so viel für sie getan, dass sie bereit gewesen sei, für dieses Land zu sterben.
Am 15. Januar 2022 trat sie das Amt der Vizegouverneurin an.

### Gouverneurskandidatur
Am 5. April 2025 teilte die Republikanische Partei Virginias mit, dass Winsome Earle-Sears die einzige qualifizierte Kandidatin auf republikanischer Seite bei der Wahl zum Gouverneur Virginias 2025 sei. Die Demokratische Partei hatte Abigail Spanberger als einzige Kandidatin aufgestellt. Damit war unabhängig vom Ausgang des Rennens zwischen den beiden sicher, dass Virginia 2025 erstmals eine Frau in das Amt wählt.

### Unterstützung von Donald Trumps Wiederwahl
Während des Wahlkampfes zur Präsidentschaftswahl in den Vereinigten Staaten 2020 unterstützte Sears den amtierenden Präsidenten Donald Trump und war nationale Vorsitzende einer Gruppe „Black Americans to Re-elect the President“ (dt. „Schwarze Amerikaner zur Wiederwahl des Präsidenten“).

## Privates
Sears ist mit einem Veteranen des Marine Corps verheiratet und hat zwei noch lebende Töchter. Sie lebt mit ihrer Familie in Winchester (Virginia).
2004 nahm sie eine Auszeit von der Politik, um sich um eine weitere Tochter zu kümmern, die an einer bipolaren Störung litt und 2011 zusammen mit ihren beiden Töchtern bei einem Autounfall starb.